# Asowske (Henitschesk)
Asowske (ukrainisch Азовське; russisch Азовское Asowskoje) ist ein Dorf im Süden der ukrainischen Oblast Cherson mit etwa 2800 Einwohnern.

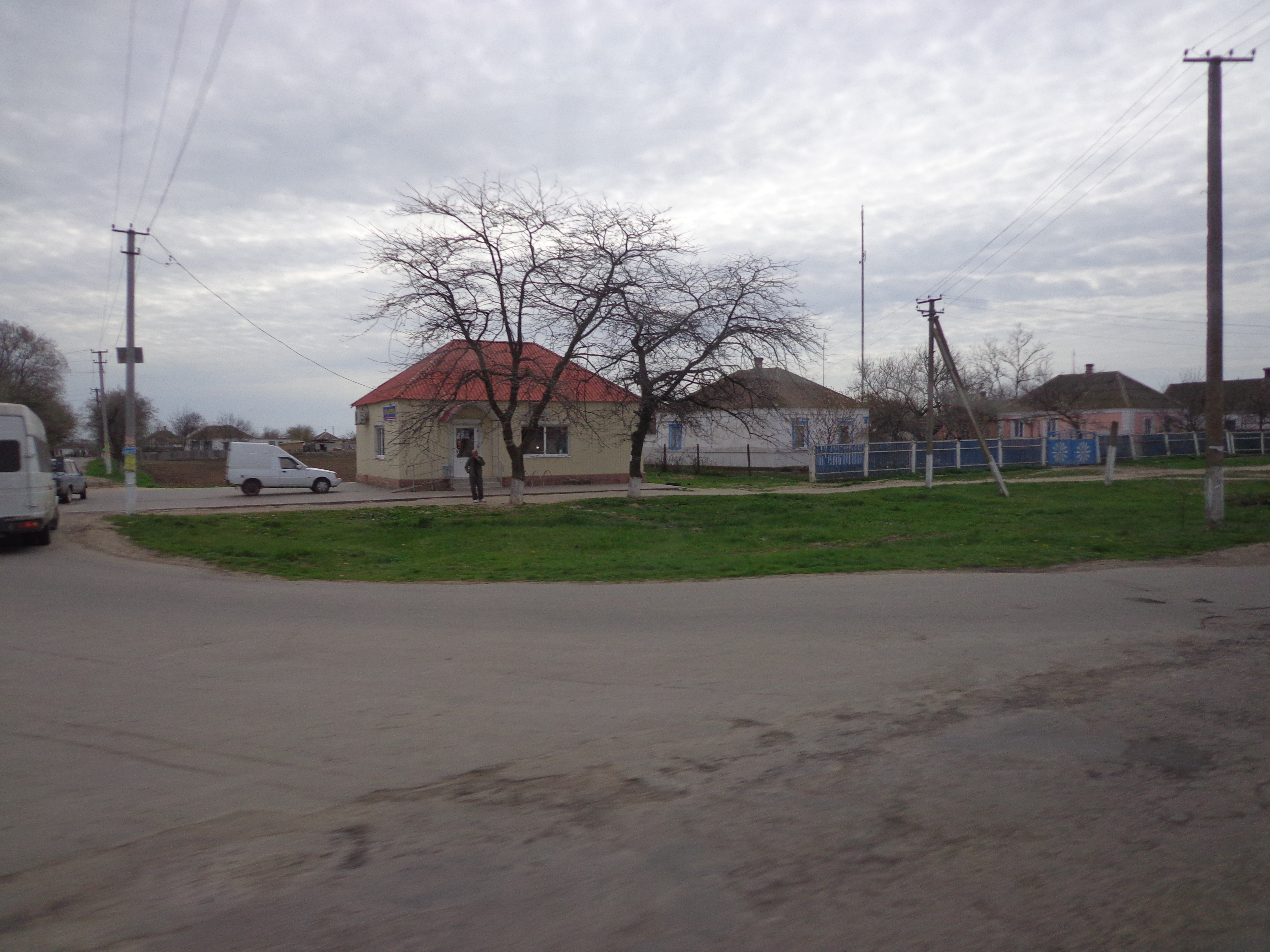
Ansicht von Asowske

Asowske befindet sich nahe dem Ufer des Utljuk-Limans des Asowschen Meeres, 14 km nordöstlich vom Rajonzentrum Henitschesk an der Territorialstraße T–22–09. im Rajon Henitschesk.
Das 1820 gegründete Dorf war zunächst unter dem Namen war es unter dem Namen Juskuji (ukrainisch Юзкуї; russisch Юзкуи, Juskui) bekannt. Von 1937 bis zum 12. Mai 2016 trug es nach dem Bolschewiken und sowjetischen Heerführer Michail Frunse den Namen Frunse (ukrainisch und russisch Фрунзе). Die heutige Bezeichnung bezieht sich auf die Lage unweit der Küste des Asowschen Meeres.
Am 12. Juni 2020 wurde das Dorf ein Teil der neugegründeten Stadtgemeinde Henitschesk, bis dahin bildete es zusammen mit dem Dorf Prydoroschnje (Придорожнє) die gleichnamige Landratsgemeinde Frunse (Фрунзенська сільська рада/Frunsenska silska rada) im Süden des Rajons Henitschesk.